# Julfa
Julfa  (azerí: Culfa) é um dos cinqüenta e nove rayones que subdividem politicamente a República do Azerbaijão. Se encontra localizado na República Autônoma do Naquichevão. A cidade capital é a cidade de Culfa, Jolfa ou Julfa.

## Economia
A economia da região é dominantemente agrícola. Este rayon é um produtor de vinho e cereais e possui também um sector dedicado a pecuária. Além disso, há vários estabelecimentos de indústrias manufatureiras.

## Território e População
Possui superfície de 995 quilômetros quadrados, os quais são o lugar de uma população composta por cerca de 39.100 pessoas. Desta forma, a densidade populacional se eleva a cifra dos 39,3 habitantes por cada quilômetro quadrado de este rayon.